# Guaranda (kanton)
Guaranda – kanton w Ekwadorze, w prowincji Bolívar. Stolicą kantonu jest Guaranda.